# Arauco
Arauco é uma comuna da província de Arauco, localizada na Região de Biobío, Chile. Possui uma área de 956,1 km² e uma população de 34.873 habitantes (2002).
A comuna limita-se: a norte e oeste com o Oceano Pacífico; a nordeste com Lota; a leste com Santa Juana; a sul com Curanilahue e Lebu.